# Nikoletta Samonas
Nikoletta Samonas es una actriz y modelo ghanesa. Es conocida como Nikki Samonas en la industria del entretenimiento y ha participado en diversos largometrajes. Es alumna de la Holy Child High School y la Universidad de Ciencia y Tecnología Kwame Nkrumah.

## Biografía
Samonas nació el 5 de septiembre de 1985 y es hija de madre ghanesa y padre griego. Inicialmente estaba interesada en estudiar leyes pero terminó por interesarse en las artes por consejo de una de sus maestras. Asistió a la Universidad de Ciencia y Tecnología y se graduó con una Licenciatura en Diseño de Comunicación.

## Carrera
En su carrera como actriz, ha tenido papeles en largometrajes de Ghana y Nigeria. Esto le facilitó el patrocinio de empresas ghanesas y multinacionales para las que participó en comerciales. También trabajó para varias productoras de televisión, como CharterHouse, para la que condujo Rythmz, Farm House Production, para la que condujo el African Movie Review Show y también condujo Breakfast Live, un programa matutino de televisión en TV Africa.
También se ha desempeñado como presentadora del 2019 Women's Choice Awards, los Golden Movie Awards Africa 2019, y Glitz Style Awards.

## Filmografía
- Don Caritas
- Beyonce 1
- Beyonce 2
- War of Roses
- Desperate Measure
- Red Label
- Love and Bullets
- DNA Test
- Potato Potahto
- 40 and Single
- V Republic
- The Will 1
- The Will 2

## Premios y nominaciones
| Año  | Premio                                       | Categoría                                      | Nominado                   | Resultado | Ref.   |
| ---- | -------------------------------------------- | ---------------------------------------------- | -------------------------- | --------- | ------ |
| 2011 | Premios City People Movie                    | Mejor actriz de reparto del año                | Nikky Samonas              | Nominada  | [ 9 ]  |
| 2014 | Premios de Cine de Ghana                     | Mejor cortometraje                             | Amor en la época de Odwira | Nominada  |        |
| 2016 | Premios de Cine de Ghana                     | Mejor actriz principal en una serie de comedia | Nikky Samonas              | Nominada  |        |
| 2019 | Premios de entretenimiento en redes sociales | Personalidad destacada del año                 | Nikky Samonas              | Ganadora  |        |
| 2019 | Premios de estilo Glitz                      | Personalidad cinematográfica del año           | Nikky Samonas              | Nominada  | [ 10 ] |
| 2019 | Festival Internacional de Cine New Vision    | Mejor actriz de África                         | Nikky Samonas              | Nominada  | [ 11 ] |

Fue honrada en los 3G Awards 2019 en Nueva York por su contribución a la industria del cine y el entretenimiento de Ghana.